# 313

## Esdeveniments
- 30 d'abril: Heraclea Síntica, Tràcia: Batalla de Tziràl·lon entre les tropes dels emperadors August Licini i Maximí II Daia.[1]
- L'emperador Constantí va promulgar l'edicte de Milà, que establia la llibertat religiosa i autoritzava el culte cristià.

Però no va ser fins a l'any 380 que es va declarar el cristianisme religió oficial de l'imperi.